# Horsfields muistimalia
Horsfields muistimalia (Malacocincla sepiaria) is een zangvogel uit de familie Pellorneidae. De Nederlandse naam verwijst naar de de Amerikaanse natuuronderzoeker Thomas Horsfield die deze vogel in 1821 wetenschappelijk heeft beschreven.

## Verspreiding en leefgebied
Deze soort komt voor op Malakka, Sumatra, Java en Borneo. Er zijn vijf ondersoorten:
- M. s. tardinata: Malakka.
- M. s. barussana: Sumatra.
- M. s. sepiaria: Java en Bali.
- M. s. rufiventris: westelijk en zuidelijk Borneo.
- M. s. harterti: noordelijk en oostelijk Borneo.

## Status
De grootte van de populatie is niet gekwantificeerd maar de soort wordt omschreven als vrij algemeen. Op de Rode lijst van de IUCN heeft deze soort de status niet bedreigd.